# Geroda xeneusalis
Geroda xeneusalis là một loài bướm đêm trong họ Noctuidae.